# Gare d'Assenede
La gare d’Assenede est une ancienne gare ferroviaire belge de la ligne 55A, de Zelzate à Eeklo située sur le territoire de la commune d'Assenede, dans la province de Flandre-Orientale en Région flamande.
Mise en service en 1869 sur les chemins de fer concédés de Lokeren à la frontière des Pays-Bas et d'Anvers à Eeklo, elle ferme aux voyageurs en 1950. La ligne n'est plus utilisée depuis 1977.

## Situation ferroviaire
Établie à 2 m d'altitude, la gare d'Assenede était située au point kilométrique (PK) 4.4 de la ligne 55A, de Zelzate à Eeklo entre les gares de Zelzate et de Boekhoute.

## Histoire
La station d'Assenède est mise en service en 1869 par la Compagnie du chemin de fer de Lokeren à la frontière des Pays-Bas, lorsqu'elle ouvre à l'exploitation le prolongement de Zelzate à Assenede de la ligne venant de Lokeren ; cette section a par la suite été rattachée à la ligne 55A.
Depuis 1867, la Compagnie de Lokeren, et celle du Chemin de fer d'Eecloo à Anvers sont intégrées à la Société générale d'exploitation de chemins de fer (SGE). Cette dernière regroupe de nombreuses compagnies belges concessionnaires d'un réseau dont la construction était dans de nombreux cas inachevée. C'est notamment le cas de la ligne Eeklo - Anvers ainsi que du prolongement de la ligne de Lokeren jusqu'aux Pays-Bas ; ce dernier ne sera jamais réalisé au-delà d'Assenede. La Société du chemin de fer de Gand à Terneuzen, dont la ligne passe par Zelzate, a également pris part au réseau de la SGE. La mise en service du tronçon transfrontalier de Zelzate à Terneuzen aura également lieu en 1869.
Ce regroupement de chemins de fer privés s'accompagne d'une simplification du tracé des lignes encore à construire : le chemin de fer venant d'Eeklo se dirige jusqu'à la gare d'Assenede, emprunte la ligne déjà construite par la Compagnie de Lokeren jusqu'à Moerbeke-Waes, d'où il poursuit en direction d'Anvers. La reprise par l’État belge de 601 km de concessions ferroviaires de la SGE en l'échange de la construction de nouvelles lignes pour l’État n'a pas d'impact pour les concessions ferroviaires rayonnant autour de Zelzate : la SGE conservant sa mainmise sur la majorité des lignes de Flandre.
La section d'Assenede à Eeklo entre en service le 15 avril 1871. Elle sera prolongée par la section de Moerbeke à Saint-Gilles-Waes, que la Compagnie du chemin de fer d'Eecloo à Anvers mettra en service en 1873. Cependant, la ligne n'atteindra jamais Anvers. La reprise par l’État du chemin de fer de Gand à Anvers (rive gauche) et sa mise à écartement normal en 1897 rendra possible les transports de marchandises jusqu'à la rive de l'Escaut opposée à Anvers mais ce chemin de fer d'Anvers à Gand, au trajet plus rectiligne, s'imposera face au trajet par Eeklo.
En 1877-1878, la faillite des Bassins Houillers dirigés par Simon Philippart, provoque la faillite en cascade des banques, chemins de fer et usines dont il était l'actionnaire majoritaire. Certaines des compagnies constituantes reprennent leur indépendance — c'est le cas du Gand-Terneuzen — tandis que les sociétés d'Anvers-Eecloo et Lokeren négocient un rachat par l'Administration des chemins de fer de l'État belge. La gare d'Assenede devient une station de l’État belge le 1er juillet 1878.
De 1918 à 1928, la destruction par les Allemands du pont de Zelzate sur le canal Gand-Terneuzen met fin au trafic en direction d'Anvers. Le pont est à nouveau dynamité en 1940 et ne sera jamais reconstruit. Les trains venant d'Eeklo auront dès lors leur terminus en gare de Zelzate sur la ligne de Gand à Terneuzen. À cette époque, le canal passait en effet plus à l'est, au centre de la ville. Les concessions des compagnies d'Eecloo-Anvers et de Lokeren sont définitivement coupées en deux ; une gare appelée Zelzate-Canal étant aménagée sur l'autre rive pour les voyageurs.
La SNCB décide de remplacer par des autobus les trains de passagers sur la ligne 55A à compter du 1er août 1950. Plus aucun train de marchandises n'utilisant la section entre Assenede et Kaprijke, elle est abandonnée et les rails sont retirés dans les années 1960.
Au milieu des années 1960, le canal Gand-Terneuzen ne suffisant plus au passage des navires de haute mer, il est à nouveau élargi et dévié pour ne plus traverser le cœur de Zelzate. Conséquence, la ligne Gand-Terneuzen est déplacée sur les berges du nouveau canal, où une bifurcation donne accès à Assenede. Aucun pont n'est prévu pour permettre aux trains de traverser le nouveau canal ; à la place, la SNCB fait construire la ligne industrielle 204 vers Gand (en rive droite) et rétablit une connexion vers Zelzate et Moerbeke ; l'emplacement des ponts sur l'ancien canal ayant été remblayé et asséché.
Le bâtiment des voyageurs est rasé au profit du nouvel hôtel des postes. Les rails disparaissent après l'arrêt du trafic des marchandises en 1977.
Plus tard, un chemin asphalté est réalisé entre Zelzate et Boekhoute et prolongé vers Eeklo dans les années 2000 à 2020.

## Patrimoine ferroviaire
Le bâtiment des recettes, démoli après 1950, correspondait aux dispositions des gares du Chemin de fer de Lokeren à la frontière des Pays-Bas.
À ce titre, il possède trois parties : deux pavillons à étage sous bâtière transversale encadrant une aile basse sans étage. Une aile annexe, ressemblant à celle des gares construites pour la compagnie d'Anvers à Eecloo, complète les installations sur la gauche.
L'aspect côté voies n'a pas été photographié. Les autres gares de la compagnie (Wachtebeke, Moerbeke-Waes et Eksaarde) possèdent toutes une marquise couverte par le toit côté quai, entre les deux pavillons ; rappelant la disposition des gares du Gand-Terneuzen. Le style de la façade s'écartant des autres gares des compagnies de Lokeren et d'Anvers-Eecloo suggère une transformation à une date ultérieure.
De gauche à droite, on observe l'aile de service abritant les dépendances ; un pavillon à étage coiffé d'une corniche en mitre ; une aile de trois travées avec une avancée servant de porche d'entrée et un second pavillon, dont l'étage supérieur est moins élevé,. Le style du bâtiment suggère une transformation durant l'entre-deux-guerres. L'apparence de la halle aux marchandises est méconnue.
À gauche de l'ancienne poste, qui a remplacé le bâtiment des voyageurs sur la place de la gare, se trouve une grande maison de garde dans le style de l’État belge, bâtie perpendiculairement aux voies. Elle a été construite en 1898.